# Cam Fella
Cam Fella, född 14 maj 1979, död 9 maj 2001, var en amerikansk standardhäst som tävlade i nordamerikansk passgångssport. Han tränades och kördes inledningsvis av Doug Arthur och senare av Pat Crowe. Han fick smeknamnet "The Pacing Machine" då han under sin karriär blivit den vinstrikaste standardhästen någonsin.

## Karriär

### Tvååringssäsongen 1981
Cam Fella debuterade som tvååring 1981, och tog under säsongen tre segrar på elva starter. Han såldes till Norm Clements och Norm Faulkner för 140 000 dollar efter att ha segrat i finalen av Valedictory Series, vilket blev hans sista start för säsongen. Under debutsäsongen sprang han endast in 17 588 dollar.

### Treåringssäsongen 1982
Under treåringssäsongen segrade Cam Fella bland annat i Hopeful Pace och New Faces, innan han tog sin första storloppsseger i Cane Pace. I uttagningsloppet för Meadowlands Pace kom han dock på sjunde plats och kvalificerade sig inte till finalloppet. Detta var sista gången i tävlingskarriären som han var sämre än trea.
Trots att Cam Fella segrat i Cane Pace gick han miste om att ta hem titeln Triple Crown, då han inte varit startberättigad i Little Brown Jug. I oktober 1982 segrade han dock i Messenger Stakes och visade där att han tillhörde kulltoppen. Hans sista start för året gjorde han i november, då han segrade i Provincial Cup på Windsor Raceway. Under året segrade han även i Queen City Pace, Prix d'Été, Confederation Cup Pace och Sophomore Pace i Kanada. Cam Fella utsågs även till Harness Horse of the Year i både Kanada och USA. Under treåringsäsongen tog han 28 segrar på 33 starter och sprang in 879 723 dollar.

### Fyraåringssäsongen 1983
Under fyraåringssäsongen uteblev storloppssegrarna, trots att han tog 30 segrar på 36 starter. Han utsågs till Harness Horse of the Year för andra gången. Han gjorde sin sista start i december 1983 på Greenwood Raceway i Toronto. Han kom då att ta sin 28:e raka seger.

## Avelskarriär
Cam Fella började sin karriär som avelshingst 1984, och fick totalt 1 002 avkommor som tillsammans har sprungit in över 106 miljoner dollar. Han var den ledande avelshingsten i Nordamerika 1993 och 1995.
Cam Fella var en klapphingst, och hade endast en testikel i pungen. Hans avelskarriär avslutades när diagnostiserades med testikelcancer och var tvungen att kastreras. Efter avelskarriären åkte han runt på banor i USA och samlade in pengar till välgörenhet, något som lockade stor publik.
Cam Fella avlivades den 9 maj 2001. En liten bostadsgata i Toronto, nära den tidigare Greenwood Raceway har fått namnet "Cam Fella Lane" i hans minne.